# Trematodon tisserantii
Trematodon tisserantii är en bladmossart som beskrevs av Brotherus och Potier de la Varde 1926. Trematodon tisserantii ingår i släktet tranmossor, och familjen Bruchiaceae. Inga underarter finns listade i Catalogue of Life.